# Карамчакова Наталія Олексіївна
Наталія Олексіївна Карамчакова (рос. Наталья Алексеевна Карамчакова; нар. 7 травня 1975, село Усть-Таштип, Аскизький район, Хакаська автономна область, РРФСР) — російська борчиня вільного стилю, срібна призерка чемпіонату світу, переможниця та бронзова призерка чемпіонатів Європи, дворазова бронзова призерка Кубків світу. Майстер спорту Росії міжнародного класу з вільної боротьби.

## Біографія
Вільною боротьбою почала займатися з 1993 року. До того займалася дзюдо в Абакані. Того ж року стала віце-чеспіонкою світу серед юніорів. Виступала за СДЮШОР Красноярськ та ЦСКА Красноярськ. У 1996 році стала чемпіонкою Росії і членом дорослої збірної країни. 2003 рік став найуспішнішім в кар'єрі спортсменки — тоді вона стала чемпіонкою Європи і віце-чемпіонкою світу. У 2004 році Наталія Карамчакова через весілля і народження доньки була змушена зробити перерву у заняттях спортом. Повернулась на килим через два роки, у віці 31 року, сподіваючись виступити на Олімпіаді 2008 року в Пекіні. Але колишніх успіхів досягти вже не вдалося. Наталія Карамчакова перестала входити до числа спортсменок, на яких в той час і в перспективі розраховував тренерський штаб російської збірної. Однак через послідовної низки травм — Наталії Гольц та інших конкуренток Карамчакової в її ваговій категорії — її залучили в команду на Кубок світу 2007 року. Перш за все, з урахуванням старих заслуг спортсменки та проведення Кубка світу в її рідному Красноярську. Але всі три сутички на тому турнірі Наталія Карамчакова програла. Більше того, після Кубку світу у неї був виявлений заборонений препарат — метаболіт метандієнону, через що вона була оштрафована на 15 тисяч доларів, та разом з тренером Валерієм Алєксєєвим дискваліфікована на два роки, що означало для майже 32-річної спортсменки завершення кар'єри. Цей випадок став першим прецедентом для ромсійської жіночої збірної з вільної боротьби.

## Родина
Старша сестра російської борчині вільного стилю, чотириразової чемпіонки Європи та чотириразової призерки чемпіонатів світу Інги Карамчакової, слідом за якою вона почала займатися вільною боротьбою. Цікаво, що інші уславлені хакаські борчині вільного стилю Тетяна і Лідія Карамчакови є рідними сестрами першого тренера Наталії та Інги Андрія Олексійовича Карамчакова та їхніми однофамільцями.
Чоловік — заслужений тренер Росії, Валерій Алєксєєв, який був і особистим тренером Наталії.

## Спортивні результати на міжнародних змаганнях

### Виступи на Чемпіонатах світу
| Змагання                        | Збірна | Вагова категорія          | Місце  |
| ------------------------------- | ------ | ------------------------- | ------ |
| Чемпіонат світу з боротьби 1999 | Росія  | жіноча боротьба, до 51 кг | 5      |
| Чемпіонат світу з боротьби 2001 | Росія  | жіноча боротьба, до 51 кг | 5      |
| Чемпіонат світу з боротьби 2003 | Росія  | жіноча боротьба, до 51 кг | Срібло |

### Виступи на Чемпіонатах Європи
| Змагання                         | Збірна | Вагова категорія          | Місце  |
| -------------------------------- | ------ | ------------------------- | ------ |
| Чемпіонат Європи з боротьби 1999 | Росія  | жіноча боротьба, до 56 кг | 4      |
| Чемпіонат Європи з боротьби 2003 | Росія  | жіноча боротьба, до 51 кг | Золото |
| Чемпіонат Європи з боротьби 2004 | Росія  | жіноча боротьба, до 55 кг | Бронза |

### Виступи на Кубках світу
| Змагання                    | Збірна | Вагова категорія          | Місце  |
| --------------------------- | ------ | ------------------------- | ------ |
| Кубок світу з боротьби 2001 | Росія  | жіноча боротьба, до 51 кг | 6      |
| Кубок світу з боротьби 2002 | Росія  | жіноча боротьба, до 55 кг | Бронза |
| Кубок світу з боротьби 2004 | Росія  | жіноча боротьба, до 55 кг | Бронза |
| Кубок світу з боротьби 2006 | Росія  | жіноча боротьба, до 55 кг | 5      |
| Кубок світу з боротьби 2007 | Росія  | жіноча боротьба, до 55 кг | 5      |

### Виступи на інших змаганнях
| Змагання                               | Збірна | Вагова категорія          | Місце  |
| -------------------------------------- | ------ | ------------------------- | ------ |
| Klippan Lady Open 2004                 | Росія  | жіноча боротьба, до 55 кг | Срібло |
| Міжнародний меморіал Дейва Шульца 2007 | Росія  | жіноча боротьба, до 55 кг | Срібло |

### Виступи на змаганнях молодших вікових груп
| Змагання                                      | Збірна | Вагова категорія          | Місце  |
| --------------------------------------------- | ------ | ------------------------- | ------ |
| Чемпіонат світу з боротьби серед юніорів 1993 | Росія  | жіноча боротьба, до 52 кг | Срібло |